# Oreoneta frigida
Oreoneta frigida là một loài nhện trong họ Linyphiidae.
Loài này thuộc chi Oreoneta. Oreoneta frigida được Tord Tamerlan Teodor Thorell miêu tả năm 1872.